# Христо Кафтанджиев (революционер)
 Тази статия е за революционера.  За филолога вижте Христо Кафтанджиев.  
Христо Кафтанджиев е български революционер, деец на Вътрешната македоно-одринска революционна организация и Вътрешната македонска революционна организация.

## Биография
Христо Кафтанджиев е роден на 13 септември 1883 година в южномакедонския град Долна Джумая, тогава в Османската империя, днес Ираклия, Гърция. През учебнате 1904/1905 и 1905/1906 години е български учител в Баракли Джумая. Присъединява се към ВМОРО. В края на 1905 година по време на Сярската афера е арестуван от османските власти и хвърлен в затвора. След края Първата световна война се включва във възстановената ВМРО. Избран е за делегат от Серския революционен окръг на шестия конгрес на ВМРО от 1925 година, но не успява да присъства. Умира на 7 октомври 1967 година в София. 
Негов внук е филологът Христо Кафтанджиев.